# Enrique Fernández
Enrique Fernández Viola (ur. 10 czerwca 1912 w Montevideo, zm. 6 października 1985) – piłkarz urugwajski grający na pozycji napastnika. Grał w klubach Club Nacional de Football oraz FC Barcelona. Był także trenerem reprezentacji Urugwaju, Barcelony (w latach 1947–1950), Nacionalu (1950–1952) Realu Madryt (1953–1954), Realu Betis (1959).